# Frotard III de Lautrec
Pour les articles homonymes, voir Frotard de Lautrec.
Frotard III ou Frotaire III de Lautrec (1170 - 1219), est le neuvième vicomte de Lautrec, de 1194 à 1219, ainsi que le dernier vicomte à posséder l'entièreté de la vicomté.

## Description

### Biographie
Membre de la famille de Lautrec, Frotard III est le fils de Sicard V de Lautrec. Il a deux fils, Sicard VI de Lautrec et Bertrand Ier de Lautrec, qui seront tous deux vicomtes de Lautrec après sa mort, par division de la vicomté. Il sera donc le dernier des Lautrec à posséder l'entièreté de la vicomté, et d'ailleurs le dernier noble à être seul vicomte de Lautrec, jusqu'en 1789, date de dissolution de la vicomté.

### Les Toulouse-Lautrec
Selon une historiographie du XVIIe siècle, Frotard III de Lautrec serait mort sans postérité, et sa sœur Alix, épouse de Baudouin de Toulouse, vicomte de Bruniquel et frère du comte Raymond VI de Toulouse, aurait hérité de la vicomté. Sicard VI et Bertrand Ier seraient alors tous deux les fils de Baudoin et d'Alix. Néanmoins, cette thèse est démentie par l'historien Philippe Zalmen Ben-Nathan, qui se base sur une archive plus ancienne de 1455. Celle-ci, écrite par Michel de Bernis, archiviste des comtes de Foix, prouve que Frotard III de Lautrec est bien le père de Sicard VI et de Bertrand Ier. Ceci est confirmé par la découverte d'une généalogie de la même époque allant en ce sens, dans les Archives du Tarn.
Cette tradition selon laquelle la famille de Lautrec serait à partir de Frotard III issue de la maison de Toulouse a laissé des traces dans l'histoire : en effet, quelques générations plus tard, Pierre III de Lautrec se fera appeler de Toulouse-Lautrec, justifiant ce nom en déclarant descendre des comtes de Toulouse. Le célèbre peintre Henri de Toulouse-Lautrec est issu de cette ramification.